# Osmán Pérez Freire
Osmán Pérez Freire (Santiago de Chile, 29 de enero de 1880-Madrid, España; 2 de abril de 1930) fue un compositor, pianista y músico chileno.

## Biografía
Fue el único hijo del matrimonio formado por el médico Cornelio Pérez Bustos y Mercedes Freire. En 1891, su familia emigró a Mendoza (Argentina) para escapar de la guerra civil de ese año; posteriormente, se radicó en Buenos Aires, donde compuso algunas obras musicales y fue presidente de la Sociedad Argentina de Autores y Compositores, sin dejar de ser chileno. Regresó a Chile en 1908.
Entre sus canciones más destacadas, se encuentran: «El delantal de la china», «La tranquera» y «Ay, ay, ay (Reminiscencias cuyanas)», su canción más conocida, que fuera grabada por muchos artistas, tales como los tenores Jussi Björling, Mario Lanza, Engelbert Humperdinck, Tito Schipa, Chet Atkins, Alfredo Kraus, Luciano Pavarotti, Plácido Domingo, José Palet, José Carreras, Julio Iglesias y artistas como Nana Mouskouri, Los Huasos Quincheros y Antonio Zabaleta, entre otros.
Sobre letra de Luis Roldán hizo la música del muy difundido Maldito tango.
Murió de un ataque cardíaco en un hotel de Madrid (España) el 28 de abril de 1930, mientras daba una serie de conciertos junto a su orquesta. Sus restos fueron repatriados a Santiago de Chile y sepultados en el Cementerio Católico de dicha ciudad.